# باول غوثير
باول غوثير هو سياسي كندي، ولد في 21 فبراير 1901 في مونتريال في كندا، وتوفي بنفس المكان في 1957. حزبياً، نشط في حزب كيبيك الليبرالي. وقد انتخب عضو الجمعية الوطنية في كيبك ‏.